# Nomada hirtipes
Nomada hirtipes ist eine Biene aus der Familie der Apidae. 

## Merkmale
Die Bienen haben eine Körperlänge von 8 bis 11 Millimetern. Der Kopf und der Thorax sind bei den Weibchen schwarz gefärbt und hat eine rote Zeichnung. Die Tergite sind rot und teilweise gelb gefleckt, basal ist zumindest das erste Tergit und bei manchen Individuen auch das vierte und fünfte schwarz. Das Labrum ist rot und trägt hinter dem Vorderrand eine schwache, krenulierte Querkante. Das dritte Fühlerglied ist kürzer als das vierte. Die Geißelglieder sind oben locker, abstehend behaart. Das Schildchen (Scutellum) ist rot und hat schwach ausgeprägte Höcker. Die Schienen (Tibien) der Hinterbeine haben am Ende mehrere kräftige, kleine Dornen. Bei den Männchen ist der Kopf schwarz und hat eine gelbe Zeichnung. Der Thorax ist ebenso schwarz und ist nur schwach gelb oder rot gezeichnet. Die Tergite sind rot und haben große gelbe Flecken, sie sind basal mehr oder weniger schwarz. Das Labrum ist gelb und zahnlos. Das dritte Fühlerglied ist viel kürzer als das vierte. Das Schildchen ist schwarz, hat selten kleine rote Flecken und ist schwach gehöckert. Die Schienen der Hinterbeine sind am Ende mit mehreren langen, blassen, kleinen Dornen versehen.

## Vorkommen und Lebensweise
Die Art ist in Mittel- und Osteuropa und in England verbreitet. Die Tiere fliegen von Anfang April bis Anfang Juni. Sie parasitieren Andrena bucephala.

## Belege
Felix Amiet, M. Herrmann, A. Müller, R. Neumeyer: Fauna Helvetica 20: Apidae 5. Centre Suisse de Cartographie de la Faune, 2007, ISBN 978-2-88414-032-4.

## Weblink
- Nomada hirtipes in der Roten Liste gefährdeter Arten der IUCN 2013.2. Eingestellt von: Smit, J., 2013. Abgerufen am 22. Februar  2014.